# Copelatus sulcipennis
Copelatus sulcipennis är en skalbaggsart som först beskrevs av François Louis Nompar de Caumont de Laporte 1835.  Copelatus sulcipennis ingår i släktet Copelatus och familjen dykare. Inga underarter finns listade i Catalogue of Life.